# Rozhlas a televize Slovenska
Rozhlas a televize Slovenska (slovensky Rozhlas a televízia Slovenska; RTVS, resp. původně RTS) byla slovenská veřejnoprávní, národní, nezávislá, informační, kulturní a vzdělávací instituce, jež poskytovala službu veřejnosti v oblasti rozhlasového a televizního vysílání.
RTVS vznikla k 1. lednu 2011 sloučením Slovenského rozhlasu a Slovenské televize. Po sloučení oba subjekty nadále používaly svou předchozí vizualizaci a loga. První ředitelkou RTVS byla předsedou Národní rady Slovenské republiky Richardem Sulíkem jmenována dosavadní ředitelka Slovenského rozhlasu Miloslava Zemková. Formálně zanikla se vznikem nové STVR 1. července 2024.
Zemková nedlouho po vzniku instituce rozhodla o tom, že subjekt nebude používat zkratku RTS, kterou prosazovalo slovenské ministerstvo kultury, ale zkratku RTVS, aby nedocházelo k záměně s názvem Radio-televizija Srbije (Srbská rozhlasová a televizní společnost). Zkratka RTVS však již byla i před vznikem Rozhlasu a televize Slovenska používána pro subjekt Rozhlasová a televizní společnost, jež na Slovensku vybírala rozhlasové a televizní poplatky.

## Návrh na zrušení
Vláda Roberta Fica navrhla v rámci úsporných opatření na rok 2024 omezit rozpočet RTVS o 30 procent. Šest mezinárodních novinářských organizací, včetně Reportérů bez hranic, Evropské vysílací unie a Mezinárodního tiskovéhu institutu (IPI), vyjádřilo obavy, že plán vlády může ohrozit nezávislost RTVS a svobodu tisku v zemi. V otevřeném dopise varovaly před záměrem rozdělit RTVS na samostatnou televizi a rozhlas. Připomněly také výrok Roberta Fica, který v předvolební kampani vyhrožoval, že řediteli RTVS půjde po krku.
V roce 2024 ministerstvo kultury zveřejnilo návrh zákona, na základě kterého by došlo ke zrušení organizace a vzniku nové instituce nazvané Slovenská televize a rozhlas (STVR). Tímto krokem o svou funkci přišel generální ředitel Ľuboš Machaj i všichni členové Rady RTVS. Instituce bude mít příjmy ve výši minimálně 0,12 % hodnoty HDP a provozovat by musela minimálně dva televizní a čtyři rozhlasové programy. Generálního ředitele bude nově volit a odvolávat Rada Slovenské televize a rozhlasu, dosud ho vybírá parlament. Rada má mít sedm členů, tři by vybíral ministr kultury a čtyři parlament z návrhů společenských organizací, funkční období členů rady bude pět let. Ředitele by nově bylo možné zbavit funkce i bez udání důvodu.
Dalším novým orgánem má být Programová rada, která bude posuzovat a kontrolovat pořady vysílané ve veřejném zájmu. Devět členů bude vybírat Národní rada, dva zvolí zaměstnanci. Funkční období potrvá pět let.
Návrh zákona je terčem kritiky. Podle generálního ředitele Českého rozhlasu René Zavorala se jedná o „likvidaci stávajícího nezávislého média veřejné služby RTVS“, dle vedení České televize úprava „výrazně posouvá slovenské veřejnoprávní médium k charakteru média státního“. Členové opozice varují, že nová instituce už nemá být médiem veřejné služby, ale vládní moci.

## Televizní a rozhlasové stanice

### Televizní stanice
| Logo | Název    | Popis |
| ---- | -------- | --- |
|      | Jednotka | Stanice pro většinové publikum (lze přirovnat k české ČT1). Vysílá pořady, filmy, seriály, zábavní program, nejrůznější soutěže a v neposlední řadě také program pro děti. Je dostupná také HD verze. Stanice začala vysílat v roce 1956. |
|      | Dvojka   | Stanice s doplňkovou tvorbou Jednotky, najdeme tu specializované a kulturní pořady a seriály, programy pro děti nebo také menšiny žijící na Slovensku (např. Romové a Maďaři). Na programu najdeme pořady jako Rómský magazín, Maďarský magazín, zpravodajské relace v maďarštině či znakovém jazyce, nejrůznější politické debaty, regionální magazíny, náboženský program, sportovní turnaje ad. Je dostupná HD verze. Stanice začala vysílat v roce 1970. |
|      | Trojka   | Tematicky se stanice zaměřovala na diváky starší 60 let a vysílala převážně pořady z archivu. Byla dostupná HD verze (u některých operátorů). Stanice prvně vysílala v letech 2008 až 2011 jako sportovní kanál. Její vysílání bylo posléze obnoveno v prosinci 2019 a opět ukončeno 30. listopadu 2022. |
|      | Šport    | Stanice zaměřená na sportovní přenosy |
|      | 24       | Stanice zaměřená na zpravodajství |

### Rozhlasové stanice
Celoplošné
| Název           | Popis |
| --------------- | --- |
| Rádio Slovensko | Hlavní stanice (lze přirovnat k českému Radiožurnálu), vysílá programy týkající se společnosti, kultury, vědy a techniky, zdraví, přírody, lidí, financí a vzdělávání. Stanice vysílá od roku 1993. |
| Rádio Devín     | Umělecko-kulturní program, vysílá od roku 1993 |
| Rádio FM        | Hudební program s převážně slovenskou hudbou. Vysílá od roku 2004. |
| Rádio Patria    | Program pro národnostní menšiny. Odpoledne vysílá v maďarštině, dopoledne v ukrajinštině a rusínštině, jinak vysílá střídavě také v romštině, češtině, němčině a polštině.                          |

#### Mimo území Slovenska
| Název                        | Popis |
| ---------------------------- | --- |
| Rádio Slovakia International | Stanice pro Slováky žijící ve světě, vysílá v šesti jazykových mutacích: slovensky (do celého světa), anglicky (do Severní a Jižní Ameriky, Západní Evropy a Austrálie), německy (do Západní Evropy), francouzsky (do Západní Evropy, Severní a Jižní Ameriky), španělsky (do Západní Evropy a Jižní Ameriky) a rusky (do Východní Evropy a Asie) |

Internetové
| Název          | Popis                                                                                                 |
| -------------- | --- |
| Rádio Pyramída | Historický program, vysílá klasickou hudbu, humor, publicistiku, folklór a pop, literaturu a dramata. |
| Rádio Litera   | Literární program, vysílá poezii, prózu, drama a publicistiku, první vysílání v roce 2009.            |
| Rádio Junior   | Mluvené slovo a písničky pro děti, vysílá od roku 2010.                                               |

Regionální stanice
| Název               | Popis                                                                                           |
| ------------------- | ----------------------------------------------------------------------------------------------- |
| Rádio Regina Západ  | Pro západní část Slovenska: Bratislavský kraj, Trnavský kraj, Trenčínský kraj a Nitranský kraj. |
| Rádio Regina Stred  | Pro střední část Slovenska: Banskobystrický kraj a Žilinský kraj.                               |
| Rádio Regina Východ | Pro východní část Slovenska: Prešovský kraj a Košický kraj.                                     |